# علم الأوبئة الإداري
علم الأوبئة الإداري، يمكن وصف استخدام أدوات علم الأوبئة في إدارة الرعاية الصحية بأنها علم الأوبئة الإدارية، اُقترحت عدة تعريفات رسمية لعلم الأوبئة الإداري. وتشمل: ..
استخدام علم الأوبئة لتصميم وإدارة الرعاية الصحية للسكان. 
إدارة فعالة للموارد للحفاظ على صحة السكان وتعزيزها. 
استخدام مفاهيم وأدوات علم الأوبئة لتحسين قرارات إدارة خدمات الصحة. 

## التاريخ
تم الاعتراف منذ فترة طويلة بالقيمة المحتملة لعلم الأوبئة في إدارة الرعاية الصحية، كان الأكاديميون يشجعون استخدام أساليب الوبائيات في إدارة الرعاية الصحية لتحسين الجودة والتخطيط قبل صياغة مصطلح «علم الأوبئة الإداري». (انظر على سبيل المثال روهرر1989؛ حيث أصبحت الوبائيات مادة دراسية مطلوبة في بعض برامج إدارة الرعاية الصحية وكُتِبَت المناهج التعليمية لهذه المقررات، يمكن اعتبار علم الأوبئة الإداري نوعًا من أنواع بحث خدمات الصحة لأنه ينطوي على دراسة الخدمات الصحية.
بعد ما يقرب من 40 عامًا من الأبحاث، فقد قدم عدد قليل من الباحثين أمثلة على استخدام علم الأوبئة الإداري وأهمية استخدامها لمديري الرعاية الصحية، مع ذلك لم يتم دراسة آراء قادة الرعاية الصحية حول استخدام علم الأوبئة الإداري، حتى في عام 2020 تم إجراء دراسة لاستكشاف اعتماد علم الأوبئة الإداري من قِبَل قادة الرعاية الصحية المتنقلين في جميع أنحاء الولايات المتحدة (انظر شينينغ 2020 ) حيث وجُد أن اعتماده ضعيف؛ مع ذلك فهو مهم بشكل حاسم لتحسين أداء نظام الصحة بشكل عموماَ؛ بما في ذلك الهدف الثلاثي والتأثير على صحة المجتمع، استنادًا إلى هذه النتائج فقد وضعت د. شينينغ إطارًا لتسريع اعتماد علم الأوبئة الإداري(انظر شينينغ 2020 ) كما ناقشت أهمية استخدام علم الأوبئة الإداري في التأهب للجوائح والتصدي لها. 

## التباينات
يمكن التمييز بشكل هام بين علم الأوبئة والوبائيات السريرية، إذا كان نظام الرعاية الصحية في الولايات المتحدة قد تطور بالكامل في اتجاه إدارة الرعاية للسكان بدلاً من المرضى فإن المفاهيم والأساليب والآفاق المستمدة من الوبائيات السكانية كانت ستكون أدوات مثالية للاستخدام من قبل المديرين وكان هذا ما توقعه مؤلفو كتب الوبائيات الإدارية. (انظر ديفير، في كل دورة من دورات الإصلاح الصحي تم التعرف على فائدة علم الوبائيات في تخطيط الخدمات الطبية للسكان.
إن اهتمام معظم مديري الرعاية الصحية لا يزال مركزًا على المرضى بدلاً من المجتمعات؛ فالمستشفيات لا تخدم السكان المسجلين بل تخدم المرضى الذين يتم علاجهم في أسرتهم وفي العيادات، بالتالي فإن أدوات وآفاق الوبائية السريرية قد تكون أكثر أهمية لمديري الرعاية الصحية من تلك التي تستخدم في وبائية السكان، قد لا يقوم المديرون الذين يستخدمون علم الوبائية في المستشفيات بإجراء كثير من الدراسات الاستقصائية المجتمعية، بدلاً من ذلك سيقومون باستخراج المعلومات السريرية من السجلات الطبية لتحليل التغيرات في نتائج العلاج والآثار الجانبية والمضاعفات والخدمات المستخدمة.
غير أنه يجب على قادة الرعاية الصحية استخدام علم الأوبئة الإداري وخاصة الوبائيات السكانية لاستراتيجيات صحة السكان وأداء النظام العام (انظر شينينغ) ويظهر هذا مع الارتفاع في معالجة المحددات الاجتماعية للصحة كما يظهر ذلك أيضًا في زيادة معالجة المحددات الاجتماعية للصحة التي تحققت خلال جائحة كورونا COVID-19  (انظر شينينغ).

## التطبيق
الأساليب التطبيقية المستمدة من الوبائيات السريرية التي تستخدم في إدارة الرعاية الصحية لتقييم الجودة والتكلفة تشمل ما يلي:
1-	تصاميم الدراسات التي يستخدمها عادة علماء الوبائيات؛ مثل دراسات التعرض ودراسات حالات السيطرة واستطلاعات المرضى..
2-	الإجراءات التي يستخدمها عادة علماء الوبائيات؛ مثل معدلات الإصابة بالأمراض ومعدلات العدوى ومعدلات الوفيات..
3-	التقنيات الإحصائية التي يستخدمها عادة علماء الوبائيات؛ مثل اختبار مربع كاي للاختلاف في المعدلات والنسب..
4-	تصنيف البيانات حسب المشكلة الصحية أو التشخيص أو الإعاقة لزيادة التجانس الحيوي والسريري.

## التمييز
يختلف علم الأوبئة الإداري عن علم الأوبئة السريري من حيث أنه يعالج مخاوف الإدارة، على سبيل المثال لن يشارك علماء الأوبئة السريرية الذين يسعون إلى السيطرة على العدوى المكتسبة من المستشفيات في علم الأوبئة الإداري ما لم يصفوا العدوى بأنها مؤشرات جودة واقترحوا أو اختبروا التغييرات التنظيمية التي قد تقلل من معدلات الإصابة، يوجد تمييز آخر بين علم الأوبئة السريري وعلم الأوبئة الإداري وهو أنه عندما يختبر علماء الأوبئة السريرية فعالية علاجات معينة، يهتم المديرون بكيفية اختلاف النتائج السريرية بين المستشفيات وأقسام الأسرة والعيادات أو البرامج، يمكن أن تؤدي المعلومات من هذا النوع إلى إعادة تخصيص الموارد و لتحسين كفاءة وفعالية المنظمة ككل.